# Bieleman

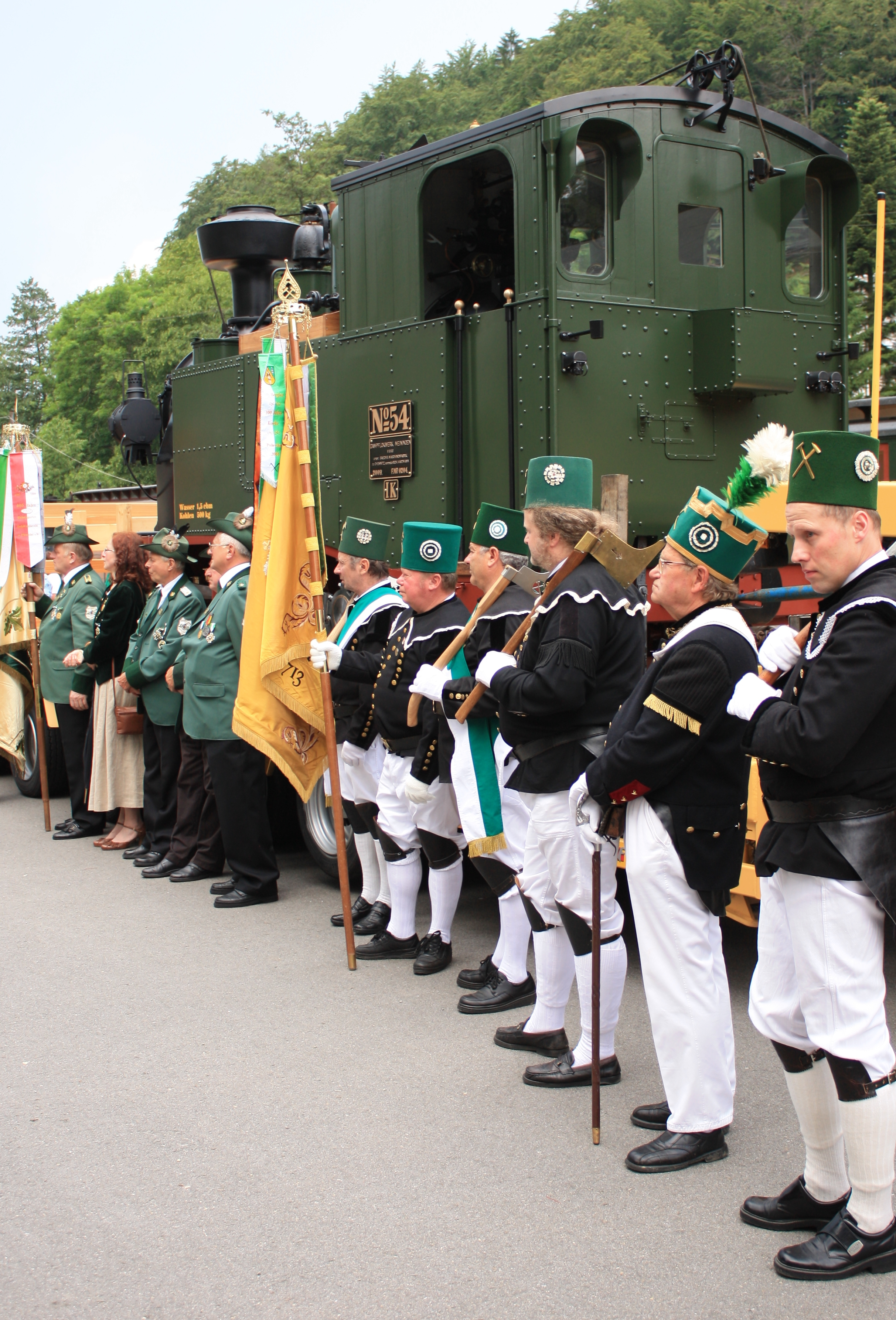
Bielemannen bij een schuttersoptocht

Een bieleman (bijlman) is een man die voorop loopt in optochten van schuttersgildes. Oorspronkelijk waren dit de zogenaamde sappeurs in de vroeg-negentiende-eeuwse legers, pioniers die als elitesoldaten en vanwege hun praktische functie aan het hoofd van de marscolonne liepen. Bielemannen zijn een folkloristisch overblijfsel uit het verleden. De traditie wordt in ere gehouden door ze te laten meelopen in optochten tijdens feestweken en kermissen in het zuiden en oosten van Nederland.
In het verleden was de functie van de Bielemannen om met hun bijlen eventuele hindernissen uit de weg te ruimen. Doorgaans dragen ze een kolbak, een zware baard, een leren voorschoot en een bijl met een lange steel. In vroeger tijden zouden de bielemannen het recht hebben gehad om huizen te doorzoeken naar dienstmeisjes, tegenwoordig houden ze het bij het omhelzen van toeschouwsters. Valse baarden kwamen ook in het verleden voor, als een jonge sappeur (nog) geen behoorlijke baard van zichzelf had. Bielemannen vertonen ook overeenkomsten met wildemannen of hommes-sauvages die processies, zoals die van Sint-Evermarus te Rutten en optochten (Malmedy) voorafgaan.
Elementen van deze traditie worden in militaire zin in stand gehouden door de sappeurs van het Franse Vreemdelingenlegioen. Ook bij het Nederlandse Regiment Genietroepen is deze traditie in ere hersteld.